# Sulfuryle

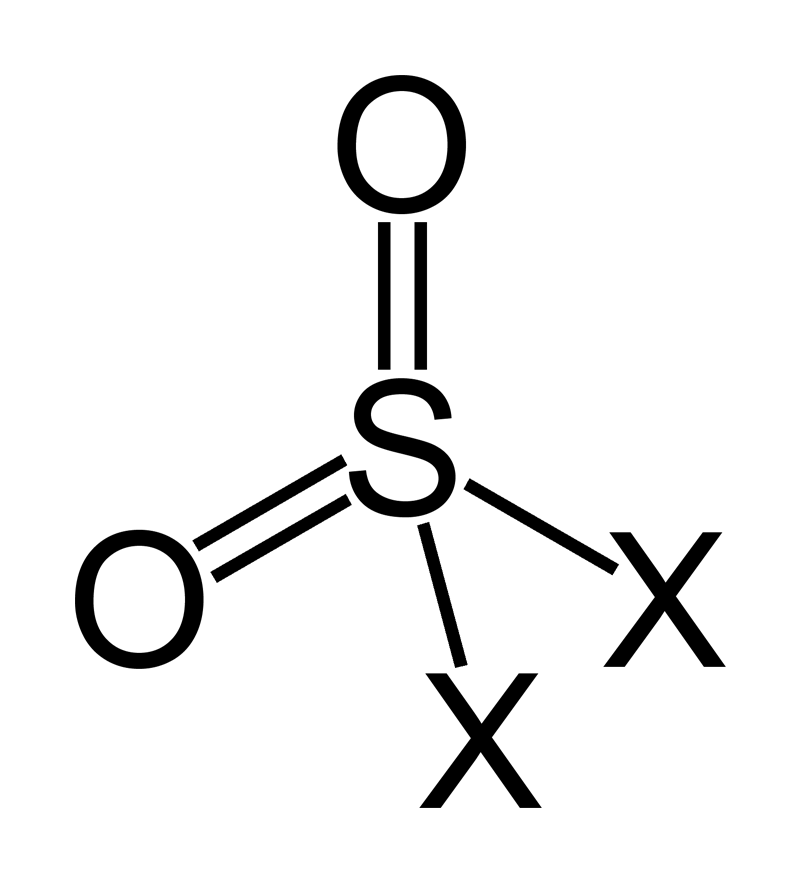
Formule générique d'un sulfuryle.

En chimie minérale, le groupe sulfuryle consiste en un atome de soufre lié à deux atomes d'oxygène et deux atomes ou deux groupes monovalents électronégatifs, typiquement des halogènes. Sa formule générique peut donc s'écrire X–SO2–X’. Le fluorure de sulfuryle SO2F2 et le chlorure de sulfuryle SO2Cl2 sont des exemples de sulfuryles. 
En chimie organique, le groupe sulfuryle correspond au groupe sulfonyle des sulfones R–SO2–R’.
Le groupe thionyle X–SO–X’ lui est apparenté.